# Marcus Aurelius Nepos

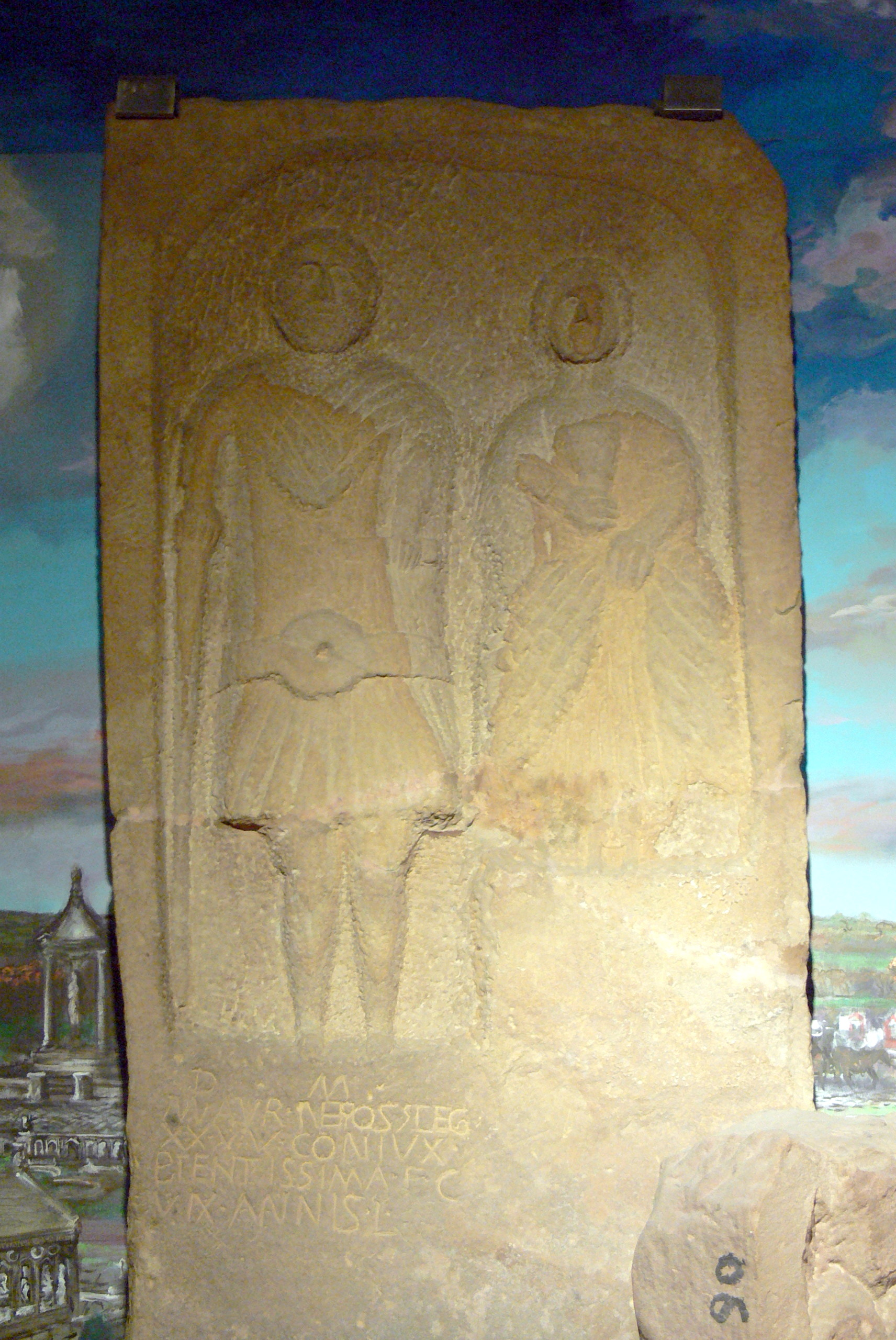
Der Grabstein mit der Inschrift

Marcus Aurelius Nepos war ein im 2. und 3. Jahrhundert n. Chr. lebender Angehöriger der römischen Armee.
Durch eine Inschrift, die beim Legionslager Deva Victrix in der Provinz Britannia gefunden wurde, ist belegt, dass Nepos Centurio in der Legio XX Valeria Victrix war. Er starb im Alter von 50 Jahren. Der Grabstein wurde durch seine Ehefrau errichtet.
Die Inschrift wird bei der Epigraphik-Datenbank Clauss-Slaby auf 201/230 datiert, bei Stephen James Malone auf das frühe 3. Jhd.